# Проституция в Антигуа и Барбуде
Проституция на Антигуа и Барбуде легальна и широко распространена. Связанные с этим действия, такие как содержание борделей и вымогательство, запрещены. По оценкам ЮНЭЙДС, на островах проживает 755 проституток, большинство из которых — мигранты из других стран Карибского бассейна. Они склонны перемещаться по Карибскому морю, никогда не оставаясь надолго на одной территории. В 2011 году проституция росла из-за плохих экономических условий.
В столице страны Сент-Джонс есть квартал красных фонарей на Попсхед-стрит. Самым известным борделем на улице был Wendy’s. Он действовал в течение нескольких лет и был широко известен на острове. В 2016 году владельцам было предъявлено обвинение в торговле людьми. В 2018 году на это заведение ворвалась  спасательная миссия  в поисках жертв торговли людьми. На соседний «Джем Дан» также был совершен набег.
НПО «Сеть здоровья, надежды и ВИЧ» предлагает секс-работникам консультирование и тестирование на ВИЧ и другие ИППП. Их девиз — «Создание позитивных изменений», и организация получает государственное финансирование.

## Торговля людьми
Торговля людьми с целью сексуальной эксплуатации является проблемой Антигуа и Барбуды.
Торговцы людьми эксплуатируют внутренних и иностранных жертв на Антигуа и Барбуде, а торговцы людьми эксплуатируют жертв из Антигуа и Барбуды за рубежом. Документированные и незарегистрированные иммигранты из Карибского региона, особенно Ямайки, Гайаны и Доминиканской Республики, уязвимы для торговли людьми в целях сексуальной эксплуатации. Власти сообщили об увеличении числа жертв торговли людьми в различных направлениях, прибывших на Антигуа и Барбуду за несколько месяцев до того, как их торговцы использовали их в других странах Карибского бассейна, таких как Сент-Китс и Невис и Барбадос. Торговля людьми с целью сексуальной эксплуатации проходит в барах, тавернах и публичных домах, в том числе с несовершеннолетними девушками. Есть отдельные сообщения о том, что родители и опекуны подвергают детей торговле людьми с целью сексуальной эксплуатации. Поступали сообщения о соучастии в торговле людьми со стороны сотрудников полиции, которые, как правило, подвергались административным санкциям вместо того, чтобы предстать перед судом по закону о торговле людьми.
Закон о торговле людьми 2010 года, в который в 2015 году были внесены поправки, с тем чтобы передать юрисдикцию по делам о торговле людьми в Высокий суд, запрещает все формы торговли людьми и предусматривает наказание в виде тюремного заключения на срок от 20 до 30 лет и штрафов в размере от 400 000 до 600 000 карибских долларов. Эксперты отметили, что у прокуратуры ограничен штат и ресурсы, и обеспокоены тем, что полиция не проводит активных рейдов с целью раскрытия дел о торговле людьми в целях сексуальной эксплуатации. В период с 2010 по 2015 годы в Управление по гендерным вопросам поступило сообщение о том, что в общей сложности 43 женщины стали жертвами торговли людьми.
Государственный департамент США по мониторингу и борьбе с торговлей людьми относит Антигуа и Барбуда к странам «Уровня 2».